# Discografia de Natalia Lacunza
A discografia de Natalia Lacunza, cantora e compositora espanhola, consiste em 17 singles, 1 álbum e 3 EPs. Em 2018, aos 19 anos, Natalia ficou conhecida internacionalmente ao participar da décima edição do reality show Operación Triunfo, do qual saíram grandes artistas espanhóis. Ao longo de sua estadia no programa, Lacunza se tornou uma das participantes favoritas do publico e encerrou a competição em terceiro lugar. Mas, embora não tenha vencido, era admirável que ela se tornasse a única concorrente que conseguiu chegar à final sem ser indicada a eliminação em nenhuma ocasião. Quando o reality show terminou, Natalia realizou uma turnê com seus companheiros de reality na qual foi extremamente bem-sucedida.
Pouco antes de entrar no programa, Natalia criou e produziu, juntamente com um grupo de amigos, o vídeo de sua própria música chamada "Don't Ask", que posteriormente teve um grande impacto, principalmente por retratar uma relação amorosa entre duas mulheres. Seu EP de estreia discográfico intitulado Otras Alas (2019), composto por sete músicas das quais seis são de sua inteira criação, conseguiu permanecer por três semanas como o álbum mais vendido de toda a Espanha, alcançando o certificado oficial de disco de ouro. Seu single de estreia promocional "nana triste" conquistou o certificado de disco de platina, e atualmente já alcançou quase 40 milhões de reproduções no Spotify. 
Seu segundo álbum, intitulado de EP2 (2020), foi o mais vendido da Espanha após uma semana de seu lançamento, o que rendeu uma releitura acústica gravada em sua casa de quatro das sete músicas presentes no álbum. "Conta uma história dividida em canções, como se um sentimento se desenrolasse e pudesse ser ouvido em pedaços", revelou Lacunza em entrevista. Entre suas colaborações de bastante notoriedade estão: Álvaro Lafuente (conhecido artisticamente como Guitarricadelafuente), Aitana, Pol Granch, Cariño e o duo francês Videoclub. Em janeiro de 2021, Lacunza lançou a canção "Corre", composição sua juntamente com María Blaya para a trilha sonora da série da Amazon Prime, El Internado: Las Cumbres. No dia 15 de outubro, a canção "Cuestión de Suerte" foi lançada como previa do que será seu tão aguardado novo álbum. Já no dia 10 de dezembro, "Todo Lamento" estreou nas plataformas digitais como segundo single do álbum Tiene Que Ser Para Mí, este tendo sido lançado em 10 de junho de 2022.
Em 24 de fevereiro de 2023, foi lançado a canção "Me He Pillao x Ti", colaboração de Natalia com a cantora Ana Mena. E em 29 de junho de 2023, a faixa "Nunca Llega 05" foi lançada, surgindo após a apresentação do primeiro single, “Intro (DURO)”, pertencente a “DURO”, o seu novo EP lançado em 28 de setembro de 2023. A própria artista definiu como esta nova era musical está se materializando: "É um EP colorido e emocionante, bem como o projeto mais bpm que já fiz." Já em 21 de julho, o single de gênero urbano "Siberia" foi lançado como uma colaboração de Lacunza com o artista musical Nickzzy. No dia do lançamento de "DURO", Lacunza debutou o videoclipe da canção "Verdadero", sendo esta a canção maus pessoal deste novo trabalho. Em 8 de maio de 2025, Lacunza lançou a canção "Un Castigo", com participação do cantor Jesse Baez, sendo este single do seu próximo álbum.

## Álbuns

### Promocional
| Título                  | Detalhes | Melhores posições nas tabelas |
| Título                  | Detalhes | ESP                           |
| ----------------------- | --- | ----------------------------- |
| Sus Canciones (OT 2018) | - Lançamento: 25 de janeiro de 2019 - Gravadora: Universal Music Spain - Formatos: Download digital, streaming   | 3                             |
| Tiene Que Ser Para Mí   | - Lançamento: 10 de junho de 2022 - Gravadora: Universal Music Spain - Formatos: CD, Download digital, streaming | 5                             |

### EPs
| Título     | Detalhes | Melhores posições nas tabelas | Certificações |
| Título     | Detalhes | ESP                           | Certificações |
| ---------- | --- | ----------------------------- | ------------- |
| Otras Alas | - Lançamento: 21 de junho de 2019 - Gravadora: Universal Music Spain - Formatos: CD, Download digital, streaming    | 1                             | - : Ouro      |
| EP2        | - Lançamento: 12 de março de 2020 - Gravadora: Universal Music Spain - Formatos: CD, Download digital, streaming    | 1                             | —             |
| DURO       | - Lançamento: 28 de setembro de 2023 - Gravadora: Universal Music Spain - Formatos: CD, Download digital, streaming | 12                            | —             |

### Ao vivo
| Título  | Detalhes | Melhores posições nas tabelas |
| Título  | Detalhes | ESP                           |
| ------- | --- | ----------------------------- |
| En Casa | - Lançamento: 19 de junho de 2020 - Gravadora: Universal Music Spain - Formatos: Download digital, streaming | —                             |

## Singles

### Como artista principal
| Ano                                                                                    | Canção                                                     | Melhores posições nas tabelas | Certificações        | Álbum                          |
| Ano                                                                                    | Canção                                                     | ESP                           | Certificações        | Álbum                          |
| -------------------------------------------------------------------------------------- | ---------------------------------------------------------- | ----------------------------- | -------------------- | ------------------------------ |
| 2019                                                                                   | "Nana Triste" (Natalia Lacunza feat. Guitarricadelafuente) | 4                             | - : Platina          | Otras Alas                     |
| 2019                                                                                   | "Tarántula"                                                | 52                            | —                    | Otras Alas                     |
| 2020                                                                                   | "Olvídate de Mí"                                           | 64                            | —                    | EP2                            |
| 2020                                                                                   | "Algo Duele Más" (Natalia Lacunza feat. BRONQUIO)          | —                             | —                    | EP2                            |
| 2020                                                                                   | "A Otro Lado"                                              | 91                            | —                    | EP2                            |
| 2020                                                                                   | "Nuestro Nombre"                                           | —                             | —                    | Não adicionando à nenhum álbum |
| 2021                                                                                   | "Corre"                                                    | —                             | —                    | El internado: Las Cumbres      |
| 2021                                                                                   | "Quiero Dormir Contigo" (Natalia Lacunza feat. Trashi)     | —                             | —                    | Não adicionando à nenhum álbum |
| 2021                                                                                   | "Cuestión de Suerte"                                       | 19                            | - : Ouro - : Platina | Tiene Que Ser Para Mí          |
| 2021                                                                                   | "Todo Lamento"                                             | —                             | —                    | Tiene Que Ser Para Mí          |
| 2022                                                                                   | "Muchas Cosas"                                             | —                             | —                    | Tiene Que Ser Para Mí          |
| 2022                                                                                   | "Todo va a cambiar" (Natalia Lacunza feat. Karma C)        | —                             | —                    | Tiene Que Ser Para Mí          |
| 2023                                                                                   | "Intro (DURO)"                                             | —                             | —                    | DURO                           |
| 2023                                                                                   | “Nunca Llega 05”                                           | —                             | —                    | DURO                           |
| 2023                                                                                   | "Verdadero"                                                | —                             | —                    | DURO                           |
| 2025                                                                                   | "Un Castigo" (Natalia Lacunza feat. Jesse Baez)            | —                             | —                    | Não adicionando à nenhum álbum |
| 2025                                                                                   | "Apego Feroz"                                              | —                             | —                    | Não adicionando à nenhum álbum |
| "—" denota canções que não entraram nas paradas musicais ou não foram lançados no país |                                                            |                               |                      |                                |

### Colaborações
| Ano                                                                                    | Canção                                                                   | Melhores posições nas tabelas | Certificações | Álbum                          |
| Ano                                                                                    | Canção                                                                   | ESP                           | Certificações | Álbum                          |
| -------------------------------------------------------------------------------------- | ------------------------------------------------------------------------ | ----------------------------- | ------------- | ------------------------------ |
| 2020                                                                                   | "En Llamas" (Pol Granch feat. Natalia Lacunza)                           | 91                            | —             | Tengo Que Calmarme             |
| 2020                                                                                   | "Modo Avión" (Cariño feat. Natalia Lacunza)                              | —                             | —             | Não adicionando à nenhum álbum |
| 2020                                                                                   | "Enfance 80" (Videoclub feat. Natalia Lacunza)                           | —                             | —             | Não adicionando à nenhum álbum |
| 2020                                                                                   | "Cuando Te Fuiste" (Aitana feat. Natalia Lacunza)                        | 30                            | - : Ouro      | 11 Razones                     |
| 2020                                                                                   | "Si Volvemos a Querernos" (Chill Chicos feat. Natalia Lacunza)           | —                             | —             | LE CHILL                       |
| 2021                                                                                   | "No Estás" (María Blaya feat. Natalia Lacunza)                           | —                             | —             | Não adicionando à nenhum álbum |
| 2021                                                                                   | "Premio de consolación" (Leiva feat. Natalia Lacunza)                    | —                             | - : Ouro      | Cuando te muerdes el labio     |
| 2022                                                                                   | "Pensar en Ti" (Ganges feat. Natalia Lacunza)                            | —                             | —             | Não adicionando à nenhum álbum |
| 2023                                                                                   | "Qué voy a hacer" (Shego feat. Natalia Lacunza)                          | —                             | —             | Suerte, chica                  |
| 2023                                                                                   | "Me he pillao x ti" (Ana Mena feat. Natalia Lacunza)                     | 52                            | - : Ouro      | Bellodrama                     |
| 2023                                                                                   | "Assim assim" (Ana Mena feat. Natalia Lacunza)                           | —                             | —             | !!                             |
| 2023                                                                                   | "Siberia" (Nickzzy feat. Natalia Lacunza)                                | —                             | —             | Não adicionando à nenhum álbum |
| 2023                                                                                   | "4:12 en Montevideo (10.000 km)" (Juicy BAE y PMP feat. Natalia Lacunza) | —                             | —             | Não adicionando à nenhum álbum |
| 2023                                                                                   | "Una gota" (Juicy BAE y PMP feat. Natalia Lacunza)                       | —                             | —             | Não adicionando à nenhum álbum |
| "—" denota canções que não entraram nas paradas musicais ou não foram lançados no país |                                                                          |                               |               |                                |

## Singlescomo Eilan Bay
| Ano  | Canção            | Álbum                          |
| ---- | ----------------- | ------------------------------ |
| 2018 | "When We’re Gone" | Não adicionando à nenhum álbum |
| 2018 | "Don't Ask"       | Não adicionando à nenhum álbum |

## Músicas não listadas
| Ano  | Canção               | Notas                                                    |
| ---- | -------------------- | -------------------------------------------------------- |
| 2018 | "Ventanas de Avión"  | Canções compostas por Natalia dois/três anos antes do OT |
| 2018 | "Quédate"            | Canções compostas por Natalia dois/três anos antes do OT |
| 2018 | "Fire and Gasoline"  | Canções compostas por Natalia durante sua estadia no OT  |
| 2018 | "Bad Men Can't Love" | Canções compostas por Natalia durante sua estadia no OT  |
| 2018 | "Stupid Love Song"   | Canções compostas por Natalia durante sua estadia no OT  |
| 2018 | "Sabes"              | Canções compostas por Natalia durante sua estadia no OT  |

## Videoclipes
| Ano  | Título                    | Outros artistas      | Diretor(a)                           |
| ---- | ------------------------- | -------------------- | ------------------------------------ |
| 2018 | "Don't Ask"               | —                    | Mikel D. Etxeberria, Natalia Lacunza |
| 2019 | "Nana Triste"             | Guitarricadelafuente | Mikel D. Etxeberria, Álvaro Jiménez  |
| 2019 | "Tarántula"               | —                    | Diego Jiménez                        |
| 2020 | "Olvídate de Mí"          | —                    |                                      |
| 2020 | "En Llamas"               | Pol Granch           | Mario Arenas                         |
| 2020 | "Algo Duele Más"          | BRONQUIO             | Alicia Del Viso                      |
| 2020 | "A Otro Lado"             | —                    |                                      |
| 2020 | "Modo Avión"              | Cariño               | Jean Lafleur                         |
| 2020 | "Enfance 80"              | Videoclub            | Elliot Aubin                         |
| 2020 | "Nuestro Nombre"          | —                    | Jean Lafleur                         |
| 2020 | "Cuando Te Fuiste"        | Aitana               | Julia R. De Haro                     |
| 2020 | "Si Volvemos a Querernos" | Chill Chicos         | Yungakita                            |
| 2021 | "No Estás"                | María Blaya          | Jean Lafleur                         |
| 2021 | "Quiero Dormir Contigo"   | Trashi               | Mikel D. Etxeberria, Álvaro Jiménez  |
| 2021 | "Cuestión de Suerte"      | —                    | Pablo Pérez-Urriti, Jorge Criado     |
| 2021 | "Todo Lamento"            | —                    | Yungakita e Jorge No                 |
| 2022 | "Muchas Cosas"            | —                    | Héctor Herce                         |
| 2022 | "Pensar en Ti"            | Ganges               | Juan Jo Marbai                       |
| 2023 | "Me he pillao x ti"       | Ana Mena             | Quique Santamaria                    |
| 2023 | "Siberia"                 | Nickzzy              | Whyso y Raúl Fullea                  |
| 2023 | "Verdadero"               | —                    | Mikel D. Etxeberria, Álvaro Jiménez  |
| 2025 | "Un Castigo"              | Jesse Baez           | Héctor Herce                         |
| 2025 | "Apego Feroz"             | —                    | Héctor Herce                         |

## Ligações extarnas
- Natalia Lacunza no Youtube
- Natalia Lacunza no Spotify
- Natalia Lacunza no Deezer